# صدف‌خوار ابلق
صدف‌خوار ابلق (نام علمی: Haematopus longirostris) گونه‌ای صدف خوار است که بیشتر در غرب و جنوب استرالیا و تاسمانی پراکنده است. این گونه نوعی آبچر است و نامش از واژه Oyster به معنای صدف خوراکی گرفته شده است. به دلیل دو رنگ بودن این پرنده (سیاه و سفید) به آن ابلق می‌گویند.